# 1210-talet

## Händelser
- 1210 Slaget vid Gestilren i Västergötland Stabiliserar det politiska läget i Sverige.
- 1215 Magna Charta fördrag om maktdelning i England

## Födda
- 1210-1216 - Ingeborg Eriksdotter, prinsessa av Sverige.
- omkring 1215 - Katarina Sunesdotter, drottning av Sverige.
- 1216 - Erik Eriksson, kung av Sverige.

## Avlidna
- 17 juli 1210 - Sverker den yngre, kung av Sverige.
- 10 april 1216 - Erik Knutsson, kung av Sverige.